# 相葉裕樹
相葉裕樹（1987年10月1日—），原名相葉弘樹，日本男演員。現隸屬於Grand-Arts事務所。出身於日本千葉縣船橋市。千葉縣立船橋北高等學校畢業。

## 來歷
- 2004年開始在Star Light Studio學校上課（6期生）。認識了同期的古賀敦士、今間卓也，並組成舞蹈團體『BRIGHTS』。曾在代代木公園等地辦街頭LIVE。『BRIGHTS』在2004年舉辦解散LIVE時，約有400名Fans到場。
- 同年在JUNON雜誌辦的「第16回JUNON SUPER BOY大賽」獲得最佳評委特別獎。因演出網球王子舞台劇不二周助的角色、開始以演員身分活躍演藝界。
- 在自己的20歲生日時成立了FAN CLUB 「h.a.style」。
- 2009年2月，在超級戰隊系列第33部作品侍戰隊真劍者，被提拔主演「真劍藍／池波流之介」角色。而幼年時代最喜歡的超級戰隊作品為1989年的第13作「高速戰隊渦輪連者」。
- 2011年4月，從AVEX移籍到TOP COAT事務所，並改名為現在的藝名「相葉裕樹」。
- 2012年，參與動畫『新網球王子』入江奏多一角的聲音演出。2013年，為動畫『銀河機攻隊 莊嚴皇子』的主角日出立配音，為首次主演動畫配音演出。
- 2015年3月31日與TOP COAT事務所契約到期後，退出TOP COAT事務所。
- 2016加入 Grand-Arts CO., Ltd 事務所

## 演出作品

### 連續劇
- 美味學院（2007年、東京電視台） - 高杉凜 役
- 怨屋本舖 特別編  - 家族的黑暗 monster family - （2008年、東京電視台） - 大久保裕也 役
- 成為王子的正確方法（2008年、東京電視台） - 秦修理之介 役
- 栞和紙魚子 第7集（2008年、日本電視台） - 黑川健 役
- Wild Strawberry（2008年、tv asahi channel） - CHIAKI 役
- 侍戰隊真劍者（2009年 - 2010年、朝日電視台） - 真劍藍／池波流之介 役
- 假面騎士DECADE（2009年7月、朝日電視台） - 真劍藍／池波流之介 役
- 太陽會再昇起（2011年7月21日 - 9月15日、朝日電視台） - 中仙道彰 役
- 怪盜ROYAL（2011年10月28日 - 12月23日、TBS電視台） - 倉田圭助 役
- 相棒 season11 第9、10話（2012年12月12日、19日、朝日電視台） - 榊大志 役
- 35歲的高中生（2013年4月13日 - 6月22日、日本電視台） - 北島龍一郎 役
- TAKE FIVE～我們能盜取愛嗎～ 第5、6話（2013年5月17日、24日、TBS電視台） - 荒木 役
- 黑服物語（2014年10月24日 - 、朝日電視台） - 春日井 役
- 全盲的我成為律師的理由〜實事改編  感動的特別篇〜 （2014年12月1日、TBS電視台） - 松田 役

### 綜藝節目‧其它
- 戦国鍋TV 〜なんとなく歴史が学べる映像〜（2010年4月6日 - 、独立U局）
  - 『SHICHIHON槍』 - 福島正則 役
  - 『天正遣欧少年使節』 - 伊東マンショ 役
  - 『兵衛'z』 - 竹中半兵衛 役
  - 『天草四郎と島原DE乱れ隊 』 - 天草四郎 役
- 全員逃走中 (2013年9月29日)
- はちみつキッチン（2014年3月9日）
- トコトン掘り下げ隊!生き物にサンキュー!! (2014年7月16日)
- 「相葉学園男子演劇部」アメスタ番組（2014年8月 - ）

### 手機連續劇
- Teddy bear - 龍

### 電影
- 網球王子（2006年） - 不二周助
- スキトモ（2007年） - 齐藤良
- 春風物語（2007年） - 井上佐智
- 咖啡代官山～Sweet Boys〜（2008年） - 芝田響
- 我們的方程式（2008年）
- かさぶた姫（2009年） - 秋川光一
- 侍戰隊真劍者 銀幕版 天下分け目の戦（2009年） - 真劍藍／池波流之介
- 侍戰隊真劍者VS轟音者 銀幕BANG!!（2010年） - 真劍藍／池波流之介
- 代官山咖啡屋2 夢的延續- 芝田響
- 代官山咖啡屋3 それぞれの明日 - 芝田響
- 王様とボク（2012年9月22日公開）- トモナリ 役
- 黑金丑島君 Part 2 （2014年5月16日公開） - 希崎大成 役

### CM
- MUSIC STATION（朝日電視台）節目宣傳『家族』篇

### DVD
- 怪談 -家之怪談-（2006年）

### 舞台劇
- 網球王子舞台劇（2005年 - 2007年9月、2008年8月- ）- 不二周助
  - in winter 2004 - 2005 side 山吹 feat. 聖魯道夫學院
  - Dream Live 2nd
  - The Imperial Match 冰帝學園
  - The Imperial Match 冰帝學園 in winter 2005 - 2006
  - Dream Live 3rd
  - Advancement Match 六角 feat. 冰帝學園
  - Absolute King 立海 feat.六角〜First Service
  - Dream Live 4th
  - Absolute King 立海 feat.六角〜second Service
  - Imperial Presence 冰帝 feat.比嘉（特別出演）
- 按下開關的時候〜你們為何而活?〜 - 小暮君明
- 百老匯音樂劇　PIPPIN （2007年 - ）- BIBIN
- 手紙（2008年9月） - 武島直貴
- ～avex group The 20th Anniversary～『心的破片』（2008年9月）
- Linda Linda Lover Soul（2008年12月） - 蓮
- 天聖八劍傳（2010年6月19日 - 27日、天王洲銀河劇場） - 絢人
- abc★赤坂ボーイズキャバレー（2010年8月 - 9月、赤坂ACTシアター 他） - 水原俊太
- SAMURAI 7（2010年11月 - 12月、青山劇場） - シチロージ 役
- 新春戰國鍋祭 〜太靠近的話會被砍哦〜（2011年1月、Sunshine劇場 他） - 前田利家
- CLUB SEVEN　音樂舞台劇
  - CLUB SEVEN　7th stage （2011年4月3日 - 22日、梅田芸術劇場 他）
  - CLUB SEVEN　8th stage （2012年8月12日 - 9月5日、シアタードラマシティ 他）
  - CLUB SEVEN　10th stage  （2015年4月）
- リトル・ショップ・オブ・ホラーズ （2012年6月7日 - 7月13日、下北沢本多劇場他） - シーモア
- 3150萬秒過後 （2013年2月15日 - 27日、天王洲銀河劇場 他） - 高野悠也
- ドーナツ博士とGO!GO!ピクニック （2013年8月21日 - 9月15日、紀伊国屋サザンシアター 他） - 手塚
- SEMINAR―セミナー― （2013年12月13日 - 12月29日、紀伊國屋ホール 他） - ダグラス 役
- ピラミッドだぁ！ （2014年2月6日 - 2月9日、神保町花月）
- 茅渟灣的誓言（ちぬの誓い） （2014年3月21日 - 4月6日、東京芸術劇場プレイハウス 他）- 松王丸 役
- BACK STAGE （2014年6月8日 - 15日 シアタークリエ )  - 外山健太
- La Cage aux Folles　籠中的丑角們（ラ・カージュ・オ・フォール　籠の中の道化たち）（2015年2月6日 - 3月8日 日生劇場 他）- 約翰・蜜雪兒 役

### 電視動畫
- 新網球王子（2012年1月4日 - 3月28日、東京電視台） - 入江奏多
- 銀河機攻隊 莊嚴皇子（2013年4月 - 、東京都會電視台其他） - 日立出
- 自稱賢者弟子的賢者（2022年3月15日 - 3月22日、東京都會電視台） - 藍
- 新網球王子 U-17 世界盃（2022年7月13日 - 9月21日、東京電視台） - 入江奏多
- 某大叔的VRMMO活動記（2023年11月6日、東京都會電視台） - 藍戰士[1]
- 新網球王子 U-17 世界盃 SEMIFINAL（2024年10月2日 - 12月25日、東京電視台） - 入江奏多

### 網路動畫
- 迪士尼 扭曲仙境 動畫版（2025年10月、Disney+） - Vil Schoenheit[2]

## 音樂

### 專輯
- 網球王子舞台劇 ベストアクターズシリーズ003 相葉弘樹 as 不二周助
- 新網球王子 THE BEST OF U-17 PLAYERS IV 相葉裕樹(入江奏多)
- 「銀河機攻隊 莊嚴皇子」 第2期片尾曲 『アリガトウ。タダイマ。 / 僕たちは生きている』釘宮桂(日笠陽子) 入江環(井口裕香) 日出立(相葉裕樹) 淺木俊一(浅沼晋太郎) 駿河中(池田純矢)
- 新網球王子 『テニプリFEVER』 C/W 『テニプって行こう』 テニプリオールスターズ 越前リョーマ・手塚国光・跡部景吾・幸村精市・木手永四郎・千歳千里・鬼 十次郎・種ヶ島修二・入江奏多

## 外部連結
- 相葉裕樹 （页面存档备份，存于） - 官方網站
- 相葉裕樹offical blog （页面存档备份，存于）（日語）
- 相葉裕樹的X（前Twitter）

| 前任： 片岡信和 （炎神戰隊轟音者） | 日本超級戰隊系列藍色戰士演員 侍戰隊真劍者 2009年2月15日-2010年2月7日 | 繼任： 小野健斗 （天裝戰隊護星者） |